# Доња Винча (Пале)
Доња Винча је насељено мјесто у општини Пале, Република Српска, БиХ. Према попису становништва из 1991. у насељу је живјело 33 становника.

## Историја

### Други свјетски рат
Почетком јула усташе су дошле у село Винча, срез Рогатица, ухватиле Анђу Шаренац и њену ћерку Десу, стару 16 година, "свезале им руке озади за врат њиховим властитим плетеницама и терали их по селу од куће до куће". Код куће Новице Шкипина "заклали су више његових оваца и јагањаца, ушли у подрум, отворили буре ракије и частили се". За то време Анђа и Деса "стајале су свезане крај усташа и гледале како се часте" Када су се усташе добро најеле и напиле "остатак меса и кајмака ставили су у торбе обесили их о врат Анђи и Деси, које су морале пред њима ићи и носити их".

## Становништво
| Демографија | Демографија | Демографија |
| Година      | Становника  | Становника  |
| ----------- | ----------- | ----------- |
| 1961.       | 124         |             |
| 1971.       | 104         |             |
| 1981.       | 60          |             |
| 1991.       | 33          |             |